# Clyde Drexler

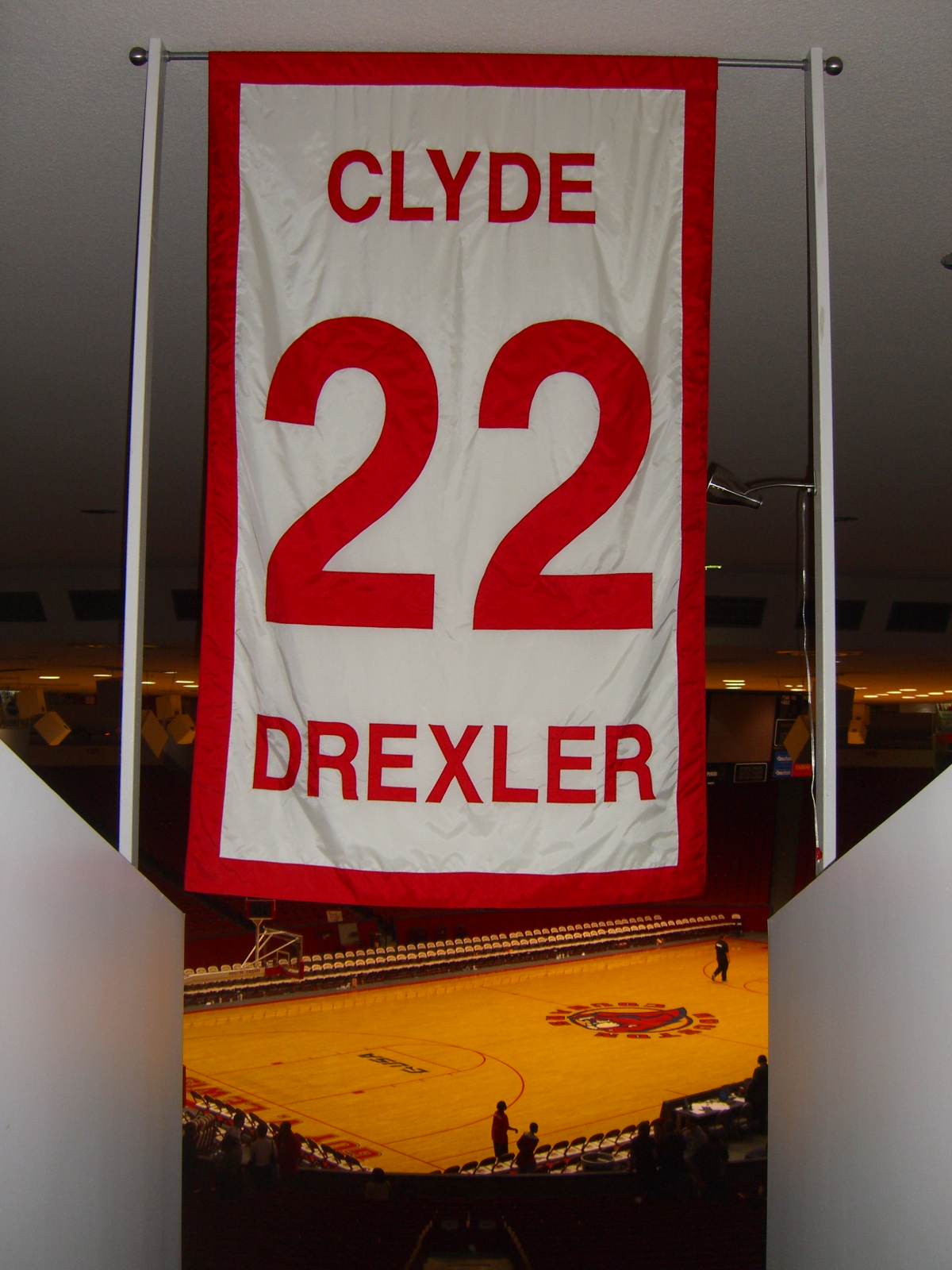
Clyde Drexler hrál s číslem 22

Clyde Drexler (* 22. června 1962) je bývalý americký profesionální basketbalista.
Hrál v NBA postupně za tým Portland Trail Blazers v letech 1983–1995 a za Houston Rockets v letech 1995–1998. S Rockets vyhrál v roce 1995 finále NBA.
V roce 1992 byl Drexler členem týmu, který získal zlatou medaili na olympijských hrách v Barceloně.
Celkem desetkrát (1986, 1988–1994, 1996, 1997) byl nominován do All Star týmu NBA.
Je členem basketbalové Síně slávy (Basketball Hall of Fame).